# Eugène de Pradel

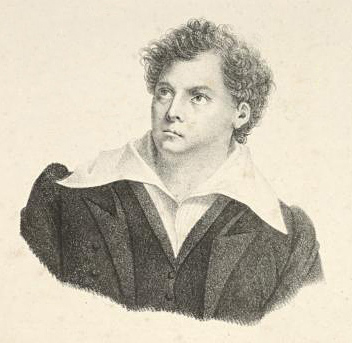
Eugène de Pradel

Pierre-Marie-Michel-Eugène Coulray de Pradel (Toulouse, 11 de abril de 1784-Wiesbaden, 11 de septiembre de 1857) fue un poeta e improvisador francés.

## Biografía
Se dio a conocer en 1824 por su facilidad para improvisar versos en las sesiones públicas que daba con este objeto. Entre sus improvisaciones figuran comedias, tragedias, acrósticos, pequeños poemas, elegías y otros géneros. Fue condenado a seis meses de prisión por la publicación de Les Étincelles (París, 1882), colección de cantos patrióticos y guerreros, báquicos y amorosos. Muchas de sus composiciones son canciones de carácter socialista y revolucionario. Además de la previamente mencionada compuso las colecciones, Qui est le fou (1884) y Chants révolutionnaires (1887), con un prefacio de Henri Rochefort.